# Central Island
Central Island (auch Crocodile Island) ist nach South Island die zweitgrößte Insel im Turkana-See in Kenia. Central Island hat eine Fläche von rund fünf Quadratkilometern.
Der auf der Insel befindliche Nationalpark gehört seit 1997 als einer von drei „Nationalparks am Turkana-See“ zum UNESCO-Weltnaturerbe.

## Verwaltung
Durch die Insel läuft in nord-südlicher Richtung bei 36°03′20″O die Grenze zwischen den Countys Turkana und Marsabit. Das östliche Drittel der Insel liegt dabei im Marsabit County. Die Insel ist Teil eines Nationalparks, weshalb bei Besuch eine Gebühr fällig wird.
Die Insel ist unbewohnt, hat aber drei Unterkunftseinrichtungen für Besucher:
- Oasis Lodge
- Lobolo Tented Camp (Zeltlager)
- Allia Bay Guesthouse (für Selbstversorger)

## Geographie
Die Insel ist ein Vulkan mit drei Kraterseen mit unterschiedlichen Salzkonzentrationen, dem Crocodile Lake, dem Flamingo Lake und dem Tilapia Lake. Der Vulkan selbst ist ein ruhender Vulkan, welcher manchmal Schwefelwolken freisetzt. Die beiden größten Krater sind fast einen Kilometer lang und 80 Meter tief. Die höchste Erhebung auf der Insel erreicht 550 Meter ü. NN bzw. 175 Meter über dem Seespiegel.

## Klima
Das Klima ist heiß und trocken. Vgl.: Klima in Kenia

## Fauna

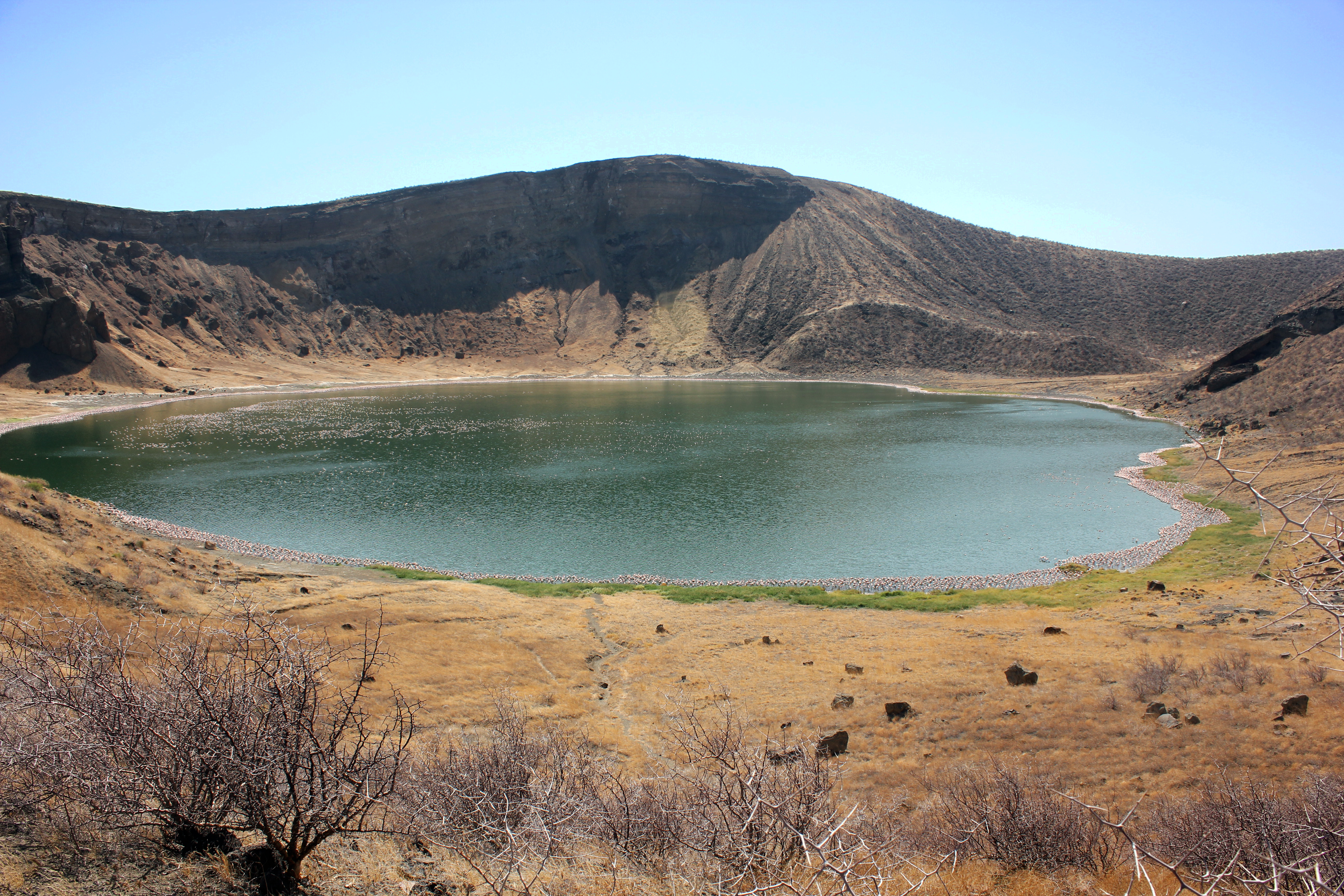
Flamingo Lake – gut zu sehen sind die tausenden Flamingos

Central Island ist die Brutzone für das Nilkrokodil. Dort gibt es ungefähr 12.000 Nilkrokodile. Im Flamingo Lake lassen sich zeitweise Heerscharen an Flamingos beobachten.